# I-34 (sous-marin)
Le I-34 (イ-34) est un sous-marin japonais de type B1 (乙型（伊十五型)）ayant servi durant la Seconde Guerre mondiale dans la Marine impériale japonaise.
Pendant la Seconde Guerre mondiale, lors d'une mission Yanagi entre le Japon et l'Allemagne transportant des matières premières et des informations stratégiques, il a été coulé par le sous-marin britannique HMS Taurus utilisant le renseignement Ultra.

## Construction
Construit par l'Arsenal naval de Sasebo au Japon, le I-34 a été mis sur cale le 9 janvier 1941 sous le nom de Sous-marin No. 147. Il a été lancé et renommé I-43 le 24 septembre 1941. Le 1er novembre 1941, il est renommé I-34 et a été achevé et mis en service le 31 août 1942.

## Description
Le I-34, pesant près de 2 600 tonnes en surface, était capable de plonger à 100 m, puis de se déplacer à une vitesse maximale de 8 nœuds, avec une autonomie de 96 milles nautiques à une vitesse réduite de 3 nœuds. En surface, sa portée était de 14 000 milles nautiques, développant une vitesse maximale de 23,6 nœuds. Il transportait un hydravion de reconnaissance biplace Yokosuka E14Y (connu des Alliés sous le nom de Glen), stocké dans un hangar hydrodynamique à la base de la tour de navigation (kiosque).

## Histoire de service
Lors de sa mise en service, le I-34 a été rattaché au district naval de Kure et quitte Sasebo pour Kure. Le 1er septembre 1942, il a été réaffecté à l'escadron de sous-marins de Kure activé ce jour-là, pour travailler avec le I-35 et le ravitailleur de sous-marins Santos Maru.
Au début de 1943, il participe à des missions de ravitaillement et à l'évacuation de la garnison de Kiska dans les îles Aléoutiennes.
Le 15 septembre 1943, il est affecté à une mission Yanagi (échange) à Lorient, en France. Il arrive à Singapour le 22 octobre 1943 pour y prendre des passagers et du fret pour sa mission.
Le I-34 chargea une cargaison de caoutchouc brut, de tungstène, d'étain, de quinine, d'opium médicinal et d'échantillons d'armes japonaises. Il partit pour Penang pour y charger des passagers le 11 novembre 1943. En raison d'un retard dans le chargement de la cargaison, ses passagers ont choisi de le rejoindre à Penang, les sauvant ainsi de la mort.
À l'insu du commandant Irie et de l'équipage, les mouvements d I-34 étaient suivis par les services de renseignement d'Ultra, et un sous-marin britannique fut envoyé pour le couler.

### Naufrage
Il a été repéré en train de naviguer à la surface dans un grain de pluie par le sous-marin britannique HMS Taurus commandé par le capitaine vétéran Mervyn R. G. "Dillinger" Wingfield, le 13 novembre 1943 dans le détroit de Malacca, à 30 milles nautiques (56 km) au large des côtes de Penang à 7h30.
Le Taurus a tiré une salve de six torpilles dont une a touché le I-34 sous la tour de contrôle, il a coulé par 100 pieds (30 m) d'eau à la position géographique de 5° 17′ N, 100° 05′ E. Sur ses 94 membres d'équipage, seuls 14 ont survécu pour être récupérés par une jonque locale.
Le I-34 a été retiré de la liste de la marine impériale japonaise en janvier 1944. Son épave a été récupérée en 1962.